# Somogyi Péter (biológus)
Somogyi Péter (Szentendre, 1950. február 27. –) magyar neurobiológus, a biológiai tudomány doktora. A központi idegrendszer és az agy szerkezetének, illetve a neuronhálózatok működésének nemzetközileg elismert kutatója. 1985-től az oxfordi Anatómiai és Neurofarmakológiai Intézet társigazgatója és 1998-tól 2015-ig az igazgatója volt. 1996-tól az Oxfordi Egyetem neurobiológia professzora.

## Életpálya
1969-ben kezdte meg egyetemi tanulmányait az Eötvös Loránd Tudományegyetem biológus szakán. Diplomamunkáját a Semmelweis Egyetem Kórbonctani Intézetében Benedeczky István és az Oxfordi Egyetem Farmakológiai Intézetében A. David Smith vezetésével készítette. 1975-ben szerzett diplomát (summa cum laude), majd egy évvel később egyetemi doktori címet az Eötvös Loránd Tudományegyetemen. Diplomájának megszerzése után a Semmelweis Orvostudományi Egyetem I. számú Anatómiai Intézetében akadémiai tudományos segédmunkatársként dolgozott Hámori József mellett a Szentágothai János vezette kutatócsoportban. Itt központi idegrendszeri kutatásokban vett részt. 1977 és 1979 között az Oxfordi Egyetem Wellcome Trust ösztöndíjával kutatott. 1983-tól 1985-ig  Ausztráliában az adelaide-i Flinders Egyetem oktatója és kutatója lett az Ausztrál Orvosi Kutatások Tanácsa ösztöndíjával. Ezt követően visszatért Oxfordba, ahova Nagy-Britannia Orvosi Kutatások Tanácsa hívta meg az Anatómiai Neurofarmakológiai Intézet társigazgatójának, valamint tudományos vezetőjének. 1998-ban az intézet igazgatója lett. 1996 óta az Oxfordi Egyetem neurobiológia professzora. 2004-től 2014-ig az oxfordi Brasenose College-ban Nicholas Kürti Senior Research Fellow volt.
1987-ben védte meg a biológiai tudomány akadémiai doktori értekezését. 1993-ban a Magyar Tudományos Akadémia külső tagjává választotta, de azt mint csak magyar állampolgár nem fogadta el. Az Akadémia 2004-ben újra választotta levelező taggá, majd 2013-ban rendes tag lett. MTA-tagságáról 2020-ban lemondott. 2000-ben a londoni Királyi Társaság, (Brit Tudományos Akadémia) Royal Society felvette a tagjai sorába. Ezenkívül 2006-tól a Leopoldina Német Természettudományos Akadémia, 2009-től pedig az Academia Europaea és a brit Academy of Medical Sciences tagja. 1978-tól 2011-ig a Neuroscience, 1988-tól 2005-ig a Journal of Chemical Neuroanatomy, 1987-től 1989-ig a Journal of Neuroctyology, 1995-től 2001-ig a Journal of Neuroscience, jelenleg pedig az Experimental Brain Research, a Celebral Cortex, az European Journal of Neuroscience, a Hippocampus, a Brain Structure and Function és a Journal of Experimental Neuroscience című tudományos folyóiratok szerkesztőbizottságának tagja.
Pályafutása során mentorai Benedeczky István, Alan Cowey, Szentágothai János és A. David Smith voltak

## Tudományos munkásságának összefoglalása
Somogyi Péter az agy neuronhálózatainak széleskörű, kísérletesen magas színvonalú kutatásaival és kiemelkedő oktatói munkájával járul hozzá a tudomány fejlődéséhez. Tanítványaival és munkatársaival többek között feltárta az agykéreg (pl. 2, 3, 14), a thalamusz (21, 24), az extrapiramidális rendszer (pl. 31), a látókéreg (pl. 32, 26, 28, 30), a tanulási és memória-folyamatokban kulcsfontosságú hippokampusz (pl. 1,4,5,) és több más agyi központ idegsejt hálózatainak szerveződését és működését. Tudományos tevékenységük az agyi alapfolyamatok megismerésére irányul, kutatásaik egy sor agyi rendellenesség okainak és tüneteinek jobb megértését teszik lehetővé, az epilepsziától a Parkinson-kóron át a szorongásig és az időskori demenciáig. Eredményeik jelentőségét az tette elismertté, hogy munkáikban együtt képesek megmutatni az egymástól elválaszthatatlan szerkezeti és a működésbeli tulajdonságokat, a molekuláris szinttől a viselkedésig (6, 8,18,20,33).
Az agy információ feldolgozásával összefüggő folyamatok megértéséhez az idegsejt féleségek azonosítása, felépítésük, valamint a közöttük működő dinamikus kapcsolatok megismerése szükséges, a szinapszisok szerkezetének és működésének meghatározása révén. Például, Somogyi Péter Freund Tamással, Kisvárday Zoltánnal és Tamás Gáborral új agykérgi idegsejt kapcsolatokat azonosított (22, 27, 28, 29), Nusser Zoltánnal neurotranszmitter receptorok pontos helyét határozta meg nagy feloldással a plazma membránban (12,13,15, 19, ), Eberhard Buhllal, Thomas Klausbergerrel, Tim Vineyval és Buzsáki Györggyel a gátló idegsejtek tér és időbeli munkamegosztását fedezte fel a hippokampuszban (6,7,10,11,16,17). Ezen alapjelenségek megismerése és a kölcsönhatásokat közvetítő molekulák helyének és szerepének azonosítása hozzájárul az agy működésének megértéséhez, melyet az azokból eredő koncepciók széleskörű nemzetközi követése mutat.
Somogyi Péter az idegpályák sejttől sejtig való azonosítására eredeti módszereket dolgozott ki (pl. 4,23,25,31), beleértve az idegsejtek különféle típusainak azonosítását az egymás közötti információcseréhez használt jelátvivő molekuláik szerint, valamint az idegsejtek közötti szinaptikus kapcsolatokon az általuk előidézett elektromos válaszok alapján (pl. 2,16,17). Az agyműködésben a sejtek közötti relációs tér és az időbeli folyamatok egységét Somogyi Péter az általa bevezetett "időhálózat" (chronocircuit) koncepcióval hangsúlyozza, melynek alapját az agykéreg kutatásainak multidiszciplináris módszerekkel elért eredményei adják (5,9,14). Jelenleg az emberi agykereg idegsejt tipusainak es szinaptikus kolcsonhatasainak megertesen dolgozik kulonos tekintettel a gamma-amino-vajsav es receptorainak hatas mechanizmusaira (34).
Kapcsolódó közlemények:
1. Salib, M.; Joshi, A.; Katona, L.; Howarth, M.; Micklem, B.R.; Somogyi, P.; Viney, T.J. (2019) GABAergic medial septal neurons with low-rhythmic firing innervating the dentate gyrus and hippocampal area CA3. J Neurosci 39, 4527-4549. doi: 10.1523/JNEUROSCI.3024-18.2019
2. Bocchio, M.; Lukacs, I.P.; Stacey, R.; Plaha, P.; Apostolopoulos, V.; Livermore, L.; Sen, A.; Ansorge, O.; Gillies, M.J.; Somogyi, P., Capogna, M. (2019) Group II metabotropic glutamate receptors mediate presynaptic inhibition of excitatory transmission in pyramidal neurons of the human cerebral cortex. Front Cell Neurosci 12, 508. doi: 10.3389/fncel.2018.00508
3. Viney TJ, Salib M, Joshi A, Unal G, Berry N, Somogyi, P (2018) Shared rhythmic subcortical GABAergic input to the entorhinal cortex and presubiculum. eLife 7: e34395. doi: 10.7554/eLife.34395.001
4. Joshi A, Salib M, Viney TJ, Dupet D, Somogyi P (2017) Behavior-dependent activity and synaptic organization of septo-hippocampal GABAergic neurons selectively targeting the hippocampal CA3 area. Neuron 96:1342-1357. doi: 10.1016/j.neuron.2017.10.033
5. Somogyi  P, Katona  L, Klausberger T, Lasztóczi B, Viney JT (2014) Temporal redistribution of inhibition over neuronal subcellular domains underlies state-dependent rhythmic change of excitability in the hippocampus. Phil Trans Roy Soc B, 369:20120518. doi: 10.1098/rstb.2012.0518
6. Katona L, Lapray D, Viney TJ, Oulhaj A, Borhegyi Z, Micklem BR, Klausberger T Somogyi P (2014) Sleep and movement differentiates actions of two types of somatostatin-expressing GABAergic interneuron in rat hippocampus. Neuron 82:872-886. doi: 10.1016/j.neuron.2014.04.007
7. Viney, T.J., Lasztoczi, B., Katona, L., Crump, M.J., Tukker, J.J., Klausberger, T., Somogyi, P. (2013) Network state-dependent inhibition of identified hippocampal CA3 axo-axonic cells in vivo. Nat. Neurosci. 16:1802-1811. doi: 10.1038/nn.3550
8. Kasugai Y., Swinny, J.D., Roberts, J.D.B., Dalezios, Y., Fukazawa, Y., Sieghart, W., Shigemoto, R., Somogyi, P. (2010) Quantitative localisation of synaptic and extrasynaptic GABAA receptor subunits on hippocampal pyramidal cells by freeze-fracture replica immunolabelling. Eur. J. Neurosci. 32:1868-1888. doi: 10.1111/j.1460-9568.2010.07473.x
9. Somogyi P & Klausberger T (2005) Defined types of cortical interneuron structure space and spike timing in the hippocampus. J. Physiol. 562:9-26. doi: 10.1113/jphysiol.2004.078915
10. Klausberger T, Magill PJ, Márton LF, Roberts JDB, Cobden PM, Buzsáki G, Somogyi P (2003) Brain state- and cell type-specific firing of hippocampal interneurons in vivo. Nature, 421:844-848. doi: 10.1038/nature01374
11. Klausberger, T., Marton, L.F., Baude, A., Roberts, J.D.B., Magill, P.J. & Somogyi, P. (2004) Spike timing of dendrite-targeting bistratfied cells during hippocampal network oscillations in vivo. Nat. Neurosci. 7, 41-47. doi: 10.1038/nn1159
12. Nusser Z, Lujan R, Laube G, Roberts JDB, Molnar E, Somogyi P (1998) Cell type and pathway dependence of synaptic AMPA receptor number and variability in the hippocampus. Neuron, 21:545-559. doi: 10.1016/S0896-6273(00)80565-6
13. Nusser Z, Sieghart W, Somogyi P (1998) Segregation of different GABAA receptors to synaptic and extrasynaptic membranes of cerebellar granule cells. J Neurosci, 18:1693-1703. doi: 10.1523/JNEUROSCI.18-05-01693.1998
14. Somogyi P, Tamas G, Lujan R, Buhl EH (1998) Salient features of synaptic organisation in the cerebral cortex. Brain Res Rev 26:113-135. doi: 10.1016/S0165-0173(97)00061-1
15. Shigemoto R, Kulik A, Roberts JDB, Ohishi H, Nusser Z, Kaneko T, Somogyi P (1996) Target-cell-specific concentration of a metabotropic glutamate receptor in the presynaptic active zone. Nature 381:523-525. doi: 10.1038/381523a0
16. Cobb SR, Buhl EH, Halasy K, Paulsen O, Somogyi P (1995) Synchronization of neuronal activity in hippocampus by individual GABAergic interneurons. Nature, 378:75-78. doi: 10.1038/378075a0
17. Buhl EH, Halasy K, Somogyi P (1994) Diverse sources of hippocampal unitary inhibitory postsynaptic potentials and the number of synaptic release sites. Nature 368:823-828. doi: 10.1038/368823a0
18. Benedeczky I, Molnar E, Somogyi P (1994) The cisternal organelle as a Ca2+-storing compartment associated with GABAergic synapses in the axon initial segment of hippocampal pyramidal neurones. Exp Brain Res 101:216-230. doi: 10.1007/BF00228742
19. Baude A, Nusser Z, Roberts JDB, Mulvihill E, McIlhinney RAJ, Somogyi P (1993) The metabotropic glutamate receptor (mGluR1a) is concentrated at perisynaptic membrane of neuronal subpopulations as detected by immunogold reaction. Neuron 11:771-787. doi: 10.1016/0896-6273(93)90086-7
20. Somogyi P, Takagi H, Richards JG, Mohler H (1989) Subcellular localization of benzodiazepine/GABAA receptors in the cerebellum of rat, cat, and monkey using monoclonal antibodies. J Neurosci 9:2197-2209. doi: 10.1523/JNEUROSCI.09-06-02197.1989
21. Freund TF, Martin KAC, Soltesz I, Somogyi P, Whitteridge D (1989) Arborisation pattern and postsynaptic targets of physiologically identified thalamocortical afferents in the monkey striate cortex. J Comp Neurol 289:315-336. doi: 10.1002/cne.902890211
22. Kisvarday ZF, Martin KAC, Freund TF, Magloczky Zs, Whitteridge D, Somogyi P (1986) Synaptic targets of HRP-filled layer III pyramidal cells in the cat striate cortex. Exp Brain Res 64:541-552. doi: 10.1007/BF00340492
23. Somogyi P, Hodgson AJ (1985) Antisera to gamma-aminobutyric acid. III. Demonstration of GABA in Golgi-impregnated neurons and in conventional electron microscopic sections of cat striate cortex. J Histochem Cytochem 33:249-257. doi: 10.1177/33.3.2579124
24. Freund TF, Martin KAC, Somogyi P, Whitteridge D (1985) Innervation of cat visual areas 17 and 18 by physiologically identified X- and Y-type thalamic afferents.  II.  Identification of postsynaptic targets by GABA immunocytochemistry and Golgi impregnation. J Comp Neurol 242:275-291. doi: 10.1002/cne.902420209
25. Somogyi P, Hodgson AJ, Smith AD, Nunzi MG, Gorio A, Wu J-Y (1984) Different populations of GABAergic neurons in the visual cortex and hippocampus of cat contain somatostatin- or cholecystokinin-immunoreactive material. J Neurosci 4:2590-2603. doi: 10.1523/JNEUROSCI.04-10-02590.1984
26. Somogyi P, Kisvarday ZF, Martin KAC, Whitteridge D (1983) Synaptic connections of morphologically identified and physiologically characterized large basket cells in the striate cortex of cat. Neuroscience 10:261-294. doi: 10.1016/0306-4522(83)90133-1
27. Somogyi P, Cowey A, Kisvarday ZF, Freund TF, Szentagothai J (1983) Retrograde transport of gamma-amino[3H]butyric acid reveals specific interlaminar connections in the striate cortex of monkey. Proc Natl Acad Sci USA 80:2385-2389. doi: 10.1073/pnas.80.8.2385
28. Freund TF, Martin KAC, Smith AD, Somogyi P (1983) Glutamate decarboxylase-immunoreactive terminals of Golgi-impregnated axoaxonic cells and of presumed basket cells in synaptic contact with pyramidal neurons of the cat's visual cortex. J Comp Neurol 221:263-278. doi: 10.1002/cne.902210303
29. Somogyi P, Freund TF, Cowey A (1982) The axo-axonic interneuron in the cerebral cortex of the rat, cat and monkey. Neuroscience 7:2577-2607. doi: 10.1016/0306-4522(82)90086-0
30. Somogyi P, Cowey A, Halasz N, Freund TF (1981) Vertical organization of neurons accumulating 3H-GABA in the visual cortex of the Rhesus monkey. Nature 294:761-763. doi: 10.1038/294761a0
31. Somogyi P, Smith AD (1979) Projection of neostriatal spiny neurons to the substantia nigra.  Application of a combined Golgi-staining and horseradish peroxidase transport procedure at both light and electronmicroscopic levels. Brain Res 178:3-15. doi: 10.1016/0006-8993(79)90084-2
32. Somogyi, P. (1977) A specific 'axo-axonal' interneuron in the visual cortex of the rat.. Brain Res. 136: 345-350. doi: 10.1016/0006-8993(77)90808-3
33. Somogyi P, Chubb IW, Smith AD (1975) A possible structural basis for the extracellular release of acetylcholinesterase. Proc Roy Soc Lond B 191:271-283. doi: 10.1098/rspb.1975.0128
34. Field M, Lukacs IP, Hunter E, Stacey R, Plaha P, Livermore L, Ansorge O, Somogyi P  (2021) Tonic GABAA receptor mediated currents of human cortical GABAergic interneurons vary amongst cell types J Neurosci 41:9702-9719. doi: 10.1523/JNEUROSCI.0175-21.2021

## Díjak
- Magyar Tudományos Akadémia Fiatal Kutatói Díj, (1976, 1977)
- Lenhossék-díj (1982)
- Charles Judson Herrick-díj (1984, Amerikai Anatómusok Társasága)
- Krieg Cortical Discoverer-díj (1991, Cajal Club, USA)
- Yngve Zotterman-díj (1995, Svéd Élettani Társaság)
- Arany János Érem, Magyar Tudományos Akadémia (2006)
- Báthory István-díj Archiválva 2014. november 29-i dátummal a Wayback Machine-ben, Erdélyi Magyar Nemzeti Tanács (2006)
- Feldberg-díj és Előadás, Britt-Német Feldberg Alapítvány, (2009)
- Sanford L. Palay-díj (2010, Cajal Club, USA)
- The Brain Prize, Grete Lundbeck Európai Agykutató Alapítvány (2011)
- A Magyar Érdemrend parancsnoki keresztje (2011)
- Semmelweis Budapest Award, (2012)
- Pro Urbe díj, Szentendre (2013)

## Egyetemi díszdoktor
- József Attila Tudományegyetem, Szeged (1990)
- Eötvös Loránd Tudományegyetem, Budapest (2013)
- Zürichi Egyetem, Svájc (2014)

## Díszelőadások
- Moruzzi Előadás, Stockholm Svédország (1990)
- Julian Tobias Emlékelőadás, Chicago USA (1995)
- Jerzy Olszewski Előadás, Montreal Neurological Institute, Kanada (2001)
- Szentágothai János Emlékelőadás, Budapest (2002)
- Wenner-Gren Díszelőadas, Svédország (2003)
- Segerfalk-dij Előadás, Lund Svédország (2003)
- Special Plenary Lecture, IFAA Konferencia, Kyoto, Japán (2004)
- Első Szentágothai János Előadás, Kaliforniai Egyetem, Irvine, USA (2005)
- Quastel Előadás, Otto Loewi Konferencia, Eilat, Israel (2006)
- Servier Konferencia Előadás, Montreali Egyetem, Canada (2006)
- IBRO Előadás, Debrecen (2008)
- Első Hantz Kosterlitz Előadás, Aberdeeni Egyetem, UK (2008)
- Agy-dij Előadás, Barcelona, Spanyolország (2012)
- Szentágothai János Emlékelőadás, Sarasota, USA (2012)
- Miskolczy Dezső Emlékelőadás, Marosvásárhely, Románia (2012)

- Budapest - Semmelweis MTA (2012)

- Eötvös Loránd Nap Előadás, Budapest (2013)

- Plenáris Előadás, Agy Plaszticitás Konferencia, Krakkó Lengyelország (2013)

## Társadalmi felelősségvállalás
- Segíti a nyílt, átlátható és a tudományos értékrenden alapuló társadalmi folyamatokat, hangsúlyozva a származási, nemi, vallási, világnézeti diszkrimináció elutasíását; Somogyi, Magyar Tudomány, Felszólalás a Magyar Tudományos Akadémia közgyűlésén.
- Javasolja a külső, független, nemzetközi szakmai vélemények figyelembe vételét minden jelentős tudománnyal kapcsolatos juttatás odaítélésében, mint pl. kinevezések, díjak, előléptetések, kutatási támogatások, tudományos akadémiai levelező tagság és más elismerések odaítélésénél; Somogyi, Magyar Tudomány, Szükséges-e független, külső szakvélemény? Archiválva 2019. november 3-i dátummal a Wayback Machine-ben
- Dolgozik a nők a tudományos és társadalmi életben való esélyegyenlőségének biztosításán, különös tekintettel az akadémiai tagságban;  Somogyi, Magyar Tudomány, Alkalmasak-e nők az MTA tagságára? Archiválva 2021. október 25-i dátummal a Wayback Machine-ben; Somogyi, Magyar Tudomány, A számok beszélnek[halott link]
- Környezet és madárvédelmi tevékenység

## Szolgálatok
- Erdélyi Értelmiségi Csere Alapítvány Oxford (1990-1996) Alapító és Elnök
- Hugh Blaschko Európai Kutatási Alapítvány Kuratórium tag (1994-), Oxfordi Egyetem
- Oxfordi Ramon y Cajal Ösztöndíj és tanulmányi verseny Közép Európa magyar tanulóinak (2005-2014), Alapító és Elnök
- Kuffler István Kutatási Alapítvány, Budapest, Alapító 2013
- Fiatal Kutatók Akadémiája (MTA) Tanácsadó Testületi tagság (2019-)